# Tika Sumpter
Euphemia L. Sumpter, mais conhecida como Tika Sumpter (Nova Iorque, 20 de junho de 1980) é uma atriz, produtora, apresentadora de televisão e modelo americana. Sumpter começou sua carreira como apresentadora do seriado da TeenNick, Best Friend's Date (2004-2005), e em 2005 conseguiu o papel de Layla Williamson na novela diurna da ABC, Live One Life, onde estrelou regularmente até 2010. No No mesmo ano, Sumpter fez sua estréia no cinema em seu principal papel feminino no drama musical Stomp the Yard: Homecoming. Mais tarde, ela teve papéis recorrentes como Raina Thorpe no drama adolescente da CW, Gossip Girl, e como Jenna Rice na comédia  da BET, The Game.
Sumpter atuou posteriormente com papéis de coadjuvante em What's Your Number? (2011) e Think Like a Man (2012), antes de estrelar em Sparkle (2012) e A Madea Christmas (2013). Em 2013, Sumpter começou seu papel como Candace Young, a protagonista da novela de horário nobre da Oprah Winfrey Network, The Haves and the Have Nots. Sumpter mais tarde interpretou Angela Payton nos filmes de comédia Ride Along (2014) e Ride Along 2 (2016), Yvonne Fair no filme biográfico Get On Up (2014) e Michelle Robinson Obama na comédia romântica Southside with You (2016) .

## Início da vida
Sumpter nasceu em Queens, New York City. Ela era uma líder de torcida em sua escola. Ela se formou na Longwood Senior High School em Middle Island, Nova Iorque e estudou no Marymount Manhattan College, onde se formou em comunicação.

## Carreira

### 2004–2011
Sumpter começou sua carreira de modelo e apareceu em comerciais para as fragrâncias Curve da Hewlett-Packard e da Liz Claiborne. Ela também trabalhou como garçonete antes de atuar. Em 2004, ela atuou como co-apresentadora da série Best Friend's Date da TeenNick. No ano seguinte, ela conseguiu o papel de Layla Williamson na novela diurna da ABC, One Life to Live. Por sua interpretação de Layla, Sumpter foi indicada para um prêmio NAACP Image Award de Melhor Atriz em Série Dramática Diurna em 2008. Ela apareceu pela primeira vez na tela em 15 de julho de 2005., desempenhando o papel regularmente até 14 de setembro de 2010. Sumpter reapareceu na papel de 9 a 10 de novembro de 2010 e 21 e 24 de janeiro de 2011.
Em 2010, Sumpter fez sua estréia no cinema em Stomp the Yard: Homecoming no papel principal feminino, e no mesmo ano apareceu em Salt. De janeiro a maio de 2011, Sumpter apareceu na série de drama adolescente da CW, Gossip Girl como Raina Thorpe, a filha de Russell Thorpe e o antigo interesse amoroso de Chuck Bass/Nate. Ela interpretou a namorada do cantor Jason Derülo no clipe de sua música "It Girl". Em 2011, ela apareceu como protagonista do filme de comédia romântica What's Your Number?. De 2011 a 2012, ela também teve um papel recorrente como Jenna Rice na série de comédia da BET, The Game.

### 2012–2015
Em 13 de setembro de 2011, foi anunciado que Sumpter estaria interpretando uma das irmãs, Deloris, no filme musical Sparkle ao lado de Jordin Sparks, Whitney Houston, Derek Luke e Carmen Ejogo. Sparkle é um remake do filme de 1976 de mesmo nome inspirado na história de The Supremes. O remake foi ambientado em 1968 em Detroit, durante a ascensão da Motown. A história se concentrou na irmã mais nova, uma prodígio musical chamada Sparkle Williams (Jordin Sparks), e sua luta para se tornar uma estrela enquanto superava questões que estão dilacerando sua família. A cantora de R&B, Aaliyah foi originalmente planejada para estrelar como Sparkle; no entanto, após sua morte em um acidente de avião de 2001, a produção do filme parou. A produção teria começado em 2002. Sparkle foi filmado no outono de 2011 durante um período de dois meses. O filme, co-estrelado por Sumpter, foi lançado nos Estados Unidos em 17 de agosto de 2012. Em 21 de maio de 2012, "Celebrate", a última música que Whitney Houston gravou com o Sparks, estreou no RyanSeacrest.com. A música é o primeiro single oficial do álbum Sparkle: Original Motion Picture Soundtrack do qual o Sumpter faz parte. O videoclipe de Celebrate foi filmado em 30 de maio de 2012 e o vídeo contou com ela e o resto de seus colegas de elenco de Sparkle.
Depois de Sparkle, Sumpter estrelou o filme independente de comédia My Man Is a Loser, escrito e dirigido pelo comediante Mike Young. Filmado em 2012, My Man is a Loser foi lançado em 25 de julho de 2014 pela Lionsgate. Em 2013, ela apareceu no filme de comédia e drama de Natal A Madea Christmas de Tyler Perry. No mesmo ano, Sumpter começou a atuar como Candace Young, uma vilã principal, na série de drama The Haves and the Have Nots, da Oprah Winfrey Network, também criada por Tyler Perry. A série recebeu críticas negativas dos críticos, como outros trabalhos de Perry, mas foi o maior sucesso nas classificações da Oprah Winfrey Network, até o momento.
Sumpter interpretou a protagonista feminina em Ride Along, o filme de comédia de ação de 2014 dirigido por Tim Story, ao lado de Kevin Hart e Ice Cube. Ela retornou ao papel em sua sequência Ride Along 2, lançada em 15 de janeiro de 2016. Ela interpretou Yvonne Fair em Get On Up, o filme biográfico sobre James Brown. No mesmo ano, co-estrelou ao lado de Queen Latifah, Mo'Nique e Khandi Alexander no filme biográfico da HBO, Bessie, sobre a icônica cantora de blues Bessie Smith.

### 2016–presente
Sumpter interpretou a jovem Michelle Obama no filme romântico de comédia e drama Southside with You, um filme biográfico sobre o romance entre Barack e Michelle Obama. O filme estreou no Festival de Cinema de Sundance de 2016 e recebeu críticas positivas dos críticos. Sumpter também co-produziu o filme. Ela recebeu críticas positivas por seu desempenho. Variety colocou-a em sua lista de uma das "Maiores Revelações" em Sundance, escrevendo em sua resenha: "É uma tarefa difícil trazer um ícone vivo e respirante para a vida. Mas é exatamente o que Sumpter faz, atendendo à Primeira Dama da América, antes mesmo de aterrissar na Avenida Pensilvânia, 1600. Tocando Michelle Robinson quando era apenas uma promissora advogada corporativa, Sumpter lentamente baixa a guarda, permitindo que um idealista Barack Obama a encante para ir a um show de arte, uma comunidade reunião e um filme de Spike Lee ".
Sumpter é uma membro honorária da irmandade Alpha Kappa Alpha. Ela foi introduzida na organização em 10 de julho de 2016, no 67º anual Boule, em Atlanta, Geórgia.
Em 7 de outubro de 2016, foi anunciado que Sumpter estaria desempenhando um papel de liderança e co-executivo produzir drama político The 313 para a CBS. Ela vai interpretar uma prefeita de Detroit no show. Ela também vai estrelar ao lado de Taraji P. Henson no filme de comédia e drama de Tyler Perry, Acrimony.
Em março de 2017, Sumpter foi escalada ao lado de Casey Affleck, Danny Glover, Sissy Spacek e Robert Redford no filme The Old Man And The Gun, dirigido por David Lowery. Em junho de 2017, ela começou a filmar The Pages, um thriller político escrito e dirigido por Joe Chappelle, estrelado ao lado de Jamie Lee Curtis. No ano seguinte, ela foi escalada para contracenar com Tiffany Haddish no filme de comédia e drama The List for Paramount Players.
E em 2020,deve sua aparição em Sonic the movie,e apareceu na continuação

## Vida pessoal
Em 8 de outubro de 2016, Sumpter deu à luz uma menina chamada Ella-Loren. Em janeiro de 2017, Sumpter anunciou que ela está noiva do co-astro de The Haves and the Have Nots, Nicholas James.

## Filmografia

### Filmes
| Ano  | Título                     | Papel                   | Notas |
| ---- | -------------------------- | ----------------------- | --- |
| 2009 | Brooklyn's Finest          | Vizinha                 | Não creditada |
| 2010 | Stomp the Yard: Homecoming | Nikki                   | |
| 2010 | Salt                       | Mulher da recepção      | |
| 2011 | Whisper Me a Lullaby       | Emma                    | |
| 2011 | What's Your Number?        | Jamie                   | |
| 2012 | Think Like a Man           | Ex-namorada de Dominic  | |
| 2012 | Sparkle                    | Delores "Dee" Anderson  | |
| 2013 | A Madea Christmas          | Lacey                   | |
| 2014 | Ride Along                 | Angela Payton           | |
| 2014 | My Man Is a Loser          | Clarissa                | |
| 2014 | Get On Up                  | Yvonne Fair             | Nomeada — Black Reel Award por o melhor figurino                                                                      |
| 2015 | You Never Left             | Euphemia                | Curta-metragem |
| 2016 | Ride Along 2               | Angela Payton-Barber    | |
| 2016 | Southside with You         | Michelle Robinson Obama | Também produtora Nomeada — Gotham Award — Audience Award Nomeada — NAACP Image Award de atriz proeminente em um filme |
| 2018 | The Old Man and the Gun    | Maureen                 | |
| 2018 | The Pages                  | Elizabeth “Libby” Lamm  | |
| 2018 | The List                   | Danica                  | |
| 2020 | Sonic the Hedgehog         | Maddie Wachowski        | |

### Televisão
| Ano          | Título                            | Papel            | Notas |
| ------------ | --------------------------------- | ---------------- | --- |
| 2004–2005    | Best Friend's Date                | Ela mesma        | Apresentadora |
| 2005–2011    | One Life to Live                  | Layla Williamson | Série regular, 234 episódios Papel interpretado: 15 de julho de 2005 a 24 de janeiro de 2011 Nomeada—NAACP Image Award por atriz proeminente em uma série dramática diurna (2008) |
| 2006         | Law & Order: Special Victims Unit | Vegas            | Episódio: "Class" |
| 2011         | Gossip Girl                       | Raina Thorpe     | Papel recorrente, 11 episódios |
| 2011–2012    | The Game                          | Jenna Rice       | Papel recorrente, 10 episódios |
| 2013         | Being Mary Jane                   | Tonya            | Episódio: "Pilot" |
| 2013–present | The Haves and the Have Nots       | Candace Young    | Série regular |
| 2015         | Bessie                            | Lucille          | Telefilme |
| 2018         | Final Space                       | Quinn            | Série animada |